# Planell de l'Obaga
El Planell de l'Obaga és una petita plana del terme municipal de Conca de Dalt, a l'antic terme de Toralla i Serradell, al Pallars Jussà, en territori del poble d'Erinyà.
Està situat al nord d'Erinyà, a la dreta del barranc de la Torre, just quan aquest s'uneix amb el barranc de Fontallaus per tal de formar el barranc d'Enserola, al vessant septentrional de l'extrem de llevant del Serrat del Ban, al nord mateix de les Roques. La Pista de la Muntanya travessa aquest planell pel seu costat superior, meridional. Al seu costat de llevant s'estén l'Obaga de Sant Isidre.